# Strade principali in Andorra

Carta topografica di Andorra.

Le sei strade principali di Andorra sono chiamate in catalano carretera general (abbreviate CG) e sono:
| Numero | Denominazione       | Lunghezza | Capisaldi ufficiali di itinerario                                                            | Percorso |
| ------ | ------------------- | --------- | -------------------------------------------------------------------------------------------- | -------- |
|        | Carretera general 1 | 11 km     | Innesto con CG-2 e CG-3 ad Andorra la Vella - Confine con la Spagna presso La Farga de Moles |          |
|        | Carretera general 2 | 33 km     | Innesto con CG-1 ad Andorra la Vella - Confine con la Francia presso Pas de la Casa          |          |
|        | Carretera general 3 | 29 km     | Innesto con CG-1 ad Andorra la Vella - Presso Arcalís                                        |          |
|        | Carretera general 4 | 18 km     | Innesto con CG-3 a La Massana - Confine con la Spagna presso Port de Cabús                   |          |
|        | Carretera general 5 | 2,5 km    | Innesto con CG-4 a Erts - Inizio della CS-413 per la Coma Pedrosa                            |          |
|        | Carretera general 6 | 6 km      | Innesto con CG-1 ad Aixovall - Confine con la Spagna presso Os de Civís                      |          |